# 我想成为的任何人
我想成为的任何人（英語：Anyone I Want to Be）是波兰女歌手罗沙娜·维奇尔的歌曲。它代表波兰参加了2018年欧洲青少年歌唱大赛，并在比赛中获胜。这首歌是由梅根·科通，内森·杜瓦尔，Cutfather，彼得·瓦列维克，丹尼尔·戴维森，马丽戈尔扎塔·乌谢齐洛夫斯卡和帕特里克·库莫尔创作的，并于2018年11月6日发布。
2018年9月21日，波兰广播公司波兰电视台宣布维奇尔将作为波兰参赛者参加将于白俄罗斯明斯克举行的2018年欧洲歌唱大赛。她的歌曲后来被透露为名为“我想成为的任何人”，并于11月6日连同其音乐视频一起发布。比赛于11月25日在明斯克竞技场举行。维奇尔分配到最后一个表演，在马耳他的艾拉·曼贡之後。在陪审团投票序列中，波兰排名第七，总共获得79分，法国获得最高12分的一组。然而，波兰继续获得最高的在线投票数，获得136分。加起来波兰的总得分为215分，以12分的优势领先于亚军法国。维奇尔在比赛中的胜利让波兰在欧洲青年歌唱大赛中首次获胜；他们以前也从未赢得过欧洲歌唱大赛。作为获胜者，波兰获得了优先主办在格利维采举行的2019年欧洲青年歌唱大赛的权利。